# Mörkasjön (Tvings socken, Blekinge, 625112-147540)
Mörkasjön är en sjö i Karlskrona kommun i Blekinge och ingår i Nättrabyåns huvudavrinningsområde. Sjön har en area på 0,077 kvadratkilometer och ligger 101,1 meter över havet.

## Delavrinningsområde
Mörkasjön ingår i det delavrinningsområde (625346-147367) som SMHI kallar för Utloppet av Stora Skälen. Medelhöjden är 109 meter över havet och ytan är 17,41 kvadratkilometer. Det finns inga avrinningsområden uppströms utan avrinningsområdet är högsta punkten. Vattendraget som avvattnar avrinningsområdet har biflödesordning 2, vilket innebär att vattnet flödar genom totalt 2 vattendrag innan det når havet efter 25 kilometer. Avrinningsområdet består mestadels av skog (69 %). Avrinningsområdet har 1,98 kvadratkilometer vattenytor vilket ger det en sjöprocent på 11,4 %. Bebyggelsen i området täcker en yta av 0,68 kvadratkilometer eller 4 % av avrinningsområdet.